# Slow Dancing in the Dark
Slow Dancing in the Dark è un singolo del cantante giapponese Joji, secondo estratto dall'album di debutto Ballads 1 e pubblicato il 12 settembre 2018.

## Promozione
Secondo singolo estratto dall'album, venne originariamente eseguito durante l'esibizione dal vivo al Blurry Vision Fest  ad Oakland nel maggio del 2018. Il giorno dell'uscita il cantante annuncia la pubblicazione del suo primo album in studio Ballads 1.
Il brano arriva nelle prime 24 ore secondo nella classifica R&B/Soul statunitense di iTunes e secondo nelle tendenze statunitensi di YouTube.
Si classifica quarto nelle classifiche neozelandesi e raggiunge il settimo posto nella classifica R&B Songs di Billboard.

## Video musicale
Il video viene pubblicato insieme al singolo. Diretto da Jared Hogan (direttore del video musicale per il brano Demons), vede il cantante zoppicare con delle gambe da fauno e una freccia piantata alla schiena tra le luci dei lampioni nella strada, fino a morire in una pozza di sangue su una luminosa pista da ballo.

## Remix
Una versione acustica della canzone venne pubblicata il 18 ottobre 2018.
Il 9 novembre dello stesso anno vengono pubblicati due remix della canzone, uno realizzato dai Loud Luxury ed uno da Mr. Mitch.

## Tracce
Versione originale
1. Slow Dancing in the Dark – 3:29

Edizione di Spotify
1. Slow Dancing in the Dark – 3:29
2. Yeah Right – 2:54

Acoustic Remix
1. Slow Dancing in the Dark (Acoustic Remix) – 3:28

Loud Luxury Remix
1. Slow Dancing in the Dark (Loud Luxury Remix) – 2:56

Mr. Mitch Remix
1. Slow Dancing in the Dark (Mr. Mitch Remix) – 2:51

## Formazione
Versione originale
- George Miller – testo, voce, arrangiamento
- Patrick Wimberly – produzione, recording, mixing, arrangiamento
- Chris Athens – mastering

Acoustic Remix
- George Miller – produzione, songwriting, arrangiamento
- Patrick Wimberly – produzione, arrangiamento
- Carol Kuswanto – produzione
- Francisco "Frankie" Ramirez – mastering, mixing, recording

## Classifiche
| Classifica (2018-22) | Posizione massima |
| -------------------- | ----------------- |
| Canada               | 52                |
| Singapore            | 27                |
| Stati Uniti          | 69                |
| Vietnam              | 77                |